# یحیی نادرانی
یحیی نادرانی (انگلیسی: Yahya Nadrani؛ زادهٔ ۱۴ ژانویهٔ ۱۹۹۷) بازیکن فوتبال اهل مراکش است.
از باشگاه‌هایی که در آن بازی کرده‌است می‌توان به باشگاه فوتبال سرن یونایتد اشاره کرد.